# Lawtey
Lawtey is een plaats (city) in de Amerikaanse staat Florida, en valt bestuurlijk gezien onder Bradford County.

## Demografie
Bij de volkstelling in 2000 werd het aantal inwoners vastgesteld op 656.
In 2006 is het aantal inwoners door het United States Census Bureau geschat op 687, een stijging van 31 (4,7%).

## Geografie
Volgens het United States Census Bureau beslaat de plaats een oppervlakte van
3,6 km², geheel bestaande uit land. Lawtey ligt op ongeveer 49 m boven zeeniveau.

## Plaatsen in de nabije omgeving
De onderstaande figuur toont nabijgelegen plaatsen in een straal van 32 km rond Lawtey.